# Le Centième Schtroumpf
Le Centième Schtroumpf est la sixième histoire de la série Les Schtroumpfs de Peyo et Yvan Delporte. Elle est publiée pour la première fois dans le no 1244 du journal Spirou sous forme de mini-récit. Elle est ensuite redessinée et publiée dans l'album L'Œuf et les Schtroumpfs en 1968.
L'histoire se déroule au village des Schtroumpfs et dans la forêt voisine.

## Résumé
Alors que la fête de la lune approche, et que 100 Schtroumpfs sont requis pour sa célébration, le Grand Schtroumpf entreprend un recensement. Il arrive, bien ennuyé, à la conclusion qu'il n'y a que 99 Schtroumpfs.
Pendant ce temps, le Schtroumpf coquet qui admire son reflet dans un étang se fait éclabousser par un autre Schtroumpf qui se moque de lui. Il décide alors de se fabriquer un miroir pour n'être plus sujet à ce genre de désagréments. Devant le bruit énorme produit par la fabrication du miroir qui les empêche de dormir, les autres Schtroumpfs demandent au Schtroumpf coquet d'aller finir son miroir ailleurs, là où il ne les dérangera pas. Schtroumpf coquet va donc terminer son miroir dans la forêt. Alors qu'il l'a enfin achevé, un orage éclate, et Schtroumpf coquet décide de se mettre à l'abri sous un arbre. La foudre tombe alors sur le miroir, ne laissant que le cadre et un reflet du Schtroumpf coquet devenu vivant, qui parle à l'envers (il est possible de lire ce qu'il dit en regardant l'album dans un miroir, justement). Lorsqu'ils s'en rendent compte, Schtroumpf coquet et son reflet rentrent au village pour parler au Grand Schtroumpf, qui, tout content d'avoir son centième Schtroumpf, décide de lancer une répétition de la danse de la lune. Malheureusement, le reflet exécute tous les mouvements exactement à l'envers, et sème la pagaille dans la danse. Le Grand Schtroumpf tente en vain de leur parler séparément, puis les deux Schtroumpfs vaquent à leurs occupations. Après une nuit difficile Schtroumpf coquet se bagarre avec son reflet, jusqu'à ce qu'en reculant, le reflet soit assommé par une marmite, ce qui rompt leur lien de symétrie. Schtroumpf coquet le met alors à la porte et s'enferme chez lui.
Lorsqu'il se réveille le reflet désemparé ne sait que faire, et, mélancolique, s'en va dans la forêt. Il retombe alors sur le miroir, qui avait été éjecté du cadre. Décidant de retourner dans le miroir qu'il juge qu'il n'aurait jamais du quitter, il se précipite tête la première dans le miroir, ce qui, sans le faire disparaître, brise le miroir et le "remet à l'endroit". Un peu déçu de n'avoir pas réussi à disparaître, et constatant en plus avoir brisé le miroir, il rentre pour demander de l'aide au Grand Schtroumpf. Ce dernier, comprenant que la symétrie est définitivement rompue, se réjouit d'avoir enfin son centième Schtroumpf et commence à organiser la fête de la lune.